# Prirechni (Krasnodar)
Prirechni (del ruso: Прире́чный) es un jútor del raión de Beloréchensk del krai de Krasnodar, en Rusia. Se sitúa en la orilla derecha del río Bélaya, afluente del río Kubán, frente a Yuzhni, 5 km al sur de Beloréchensk y 78 km al sureste de Krasnodar, la capital del krai. Tenía 99 habitantes (2008).
Pertenece al municipio Rodnikóvskoye.